# Rudolf Jansen
Rudolf Jansen (Arnhem, 19 januari 1940 – Laren (Noord-Holland), 12 februari 2024) was een Nederlands pianist.

## Loopbaan
Hij was een zoon van de organist Simon C. Jansen en de celliste Corry Reder. Hij studeerde aan het Amsterdams Conservatorium, piano bij Nelly Wagenaar en orgel bij zijn vader. Hij ontving voor beide studies de Prix d'Excellence. Later behaalde hij de Aantekening Begeleiden bij Felix de Nobel. 
In 1965 won hij de Toonkunst Jubileumprijs en in 1966 werd hem de Zilveren Vriendenkrans van het Concertgebouw toegekend.
Naast zijn solocarrière is Jansen zich steeds meer gaan richten op liedbegeleiding en kamermuziek. Vanaf 1965 was hij de vaste begeleider van violist Nap de Klijn. Als Amsterdam Duo concerteerden zij samen en maakten diverse radio-opnamen. Op 23 augustus 1979 kwam een einde aan hun samenwerking, toen De Klijn tijdens hun repetitie in de VARA-studio een fatale hartaanval kreeg.
Tournees brachten hem de wereld over naar beroemde zalen en festivals, waar hij samenwerkte met grote artiesten als Elly Ameling, Peter Schreier, Robert Holl, Hanneke Kaasschieter, Andreas Schmidt, Olaf Bär, Christiane Oelze, Barbara Bonney, Hans-Peter Blochwitz, Monica Groop, Tom Krause, Edith Wiens, Birgit Finnilä, Irina Arkhipova, Brigitte Fassbaender, Christianne Stotijn, Margriet van Reisen en Jean-Pierre Rampal.
Rudolf Jansen nam afscheid van het podium met een liederenconcert te zijner ere in de Kleine Zaal van het Amsterdamse Concertgebouw op 2 april 2017.
Naast zijn concertcarrière was hij zeer actief als muziekpedagoog. Rudolf Jansen was jarenlang docent aan het Amsterdams Conservatorium en aan de Musikhochschule van Neurenberg/Augsburg. In november 1996 werd hij uitgenodigd door de Juilliard School of Music om een masterclass te geven in New York. Hij gaf geregeld masterclasses over de hele wereld. 
In 1998 werd hij benoemd tot ridder in de Orde van Oranje-Nassau; in 2017 tot ridder in de Orde van de Nederlandse Leeuw.

## Persoonlijk
Rudolf Jansen was in zijn tweede huwelijk getrouwd met de Duitse mezzosopraan Christa Pfeiler en woonde in Amstelveen. Op 2 februari 2024, tien dagen voor zijn overlijden, verhuisde hij naar het Rosa Spier Huis in Laren. Rudolf Jansen had vier kinderen, waaronder twee uit een eerder huwelijk.
Op 12 februari 2024 overleed Rudolf Jansen op 84-jarige leeftijd.

## Opnamen (selectie)
Rudolf Jansen maakte talrijke grammofoon- en cd-opnamen met liederen en kamermuziek voor onder meer de platenlabels Philips, DG, EMI, CBS en Erato, waarvan er enkele werden bekroond (met onder meer Edisons samen met Han de Vries en Dorothy Dorow).
- Een cd met Dietrich Fischer-Dieskau en het Nederlands Kamerkoor kreeg in 1992 de Preis der deutschen Schallplattenkritik.
- In 1993 voltooide hij een project met de volledige liederen van Edvard Grieg op zeven cd's op het Noorse label Victoria. Hieraan werkten vier zangers mee, onder wie zijn echtgenote Christa Pfeiler.
- In 1996 werd een groot project voltooid door alle liederen van Alphons Diepenbrock op het label CNM op te nemen. Daaraan werd ook meegewerkt door Christa Pfeiler en Robert Holl.
- Met Dorothy Dorow nam hij de complete liederen van Anton Webern op, die op Et'Cetera zijn uitgebracht.
- Met Robert Holl nam hij twee cd's op voor Preiser.
- Ook met Robert Holl maakte hij voor Vanguard een cd met liederen van Brahms en twee Schubert-cd's.
- In 1999 verscheen op het label BMG-Ariola een album met acht cd's met de complete liederen van Richard Strauss met pianobegeleiding. Naast Rudolf Jansen werkten aan deze uitgave mee de sopraan Juliane Banse en de bariton Andreas Schmidt.

- Bibsys: 1019910
- Bibliothèque nationale de France: cb13895583x (data)
- Gemeinsame Normdatei: 123857848
- International Standard Name Identifier: 0000 0000 8183 6651
- Library of Congress Control Number: n78089406
- Nationale Bibliotheek van Letland: 000106342
- MusicBrainz: b163a384-d0f4-4175-bc23-c6a468ecda4a
- Nationale Bibliotheek van Tsjechië: xx0169494
- Nationale bibliotheek van Australië: 35672352
- Nationale Bibliotheek van Israël: 987007398753705171
- Nationale en Universitaire bibliotheek Zagreb: 000751196
- Nederlandse Thesaurus van Auteursnamen: 07100663X
- Réseau des bibliothèques de Suisse occidentale: 02-A000093368
- SNAC: w6447685
- Système universitaire de documentation: 24503336X
- Virtual International Authority File: 115184233
- WorldCat: E39PBJmHGG3gvVCpdmjgB4FMyd